# 爆笑グランドパレード
『爆笑グランドパレード』（ばくしょうグランドパレード）は、1968年3月5日から同年9月10日までフジテレビ系列局で放送されていたフジテレビ制作の演芸番組である。放送時間は毎週火曜 20:00 - 20:56 （日本標準時）。

## 概要
1967年9月まで日曜19:00枠で放送されていた『爆笑ヒットパレード』のリニューアル版で、引き続きトリオ・スカイラインが司会を務めていた。トリオ・スカイラインはこの時期、日曜19:00枠で放送されていた『爆笑ダイヤモンドショー』（第2期）の司会も務めていた。
レギュラー番組であるが、20:00 - 21:26にプロ野球ナイター中継が予定されている日には放送を休止していた。また、ナイターが雨天中止になったとしてもこの番組および21:00からの『良縁奇縁』は放送されず、代わりに別の90分映画が雨傘番組として編成された。

## 出演者

### 司会
- 東八郎（トリオ・スカイライン）
- 原田健二（トリオ・スカイライン）
- 小島三児（トリオ・スカイライン）

### その他の主な出演者
- かしまし娘
- 初代林家三平
- Wけんじ
- 藤村俊二
- 柳家金語楼
- トリオ・ザ・パンチ
- 牧伸二
- 浅香光代
- トニー谷
- 水森亜土
- 小野栄一
- ドンキーカルテット
- 獅子てんや・瀬戸わんや
- 大谷淳
- 京唄子・鳳啓助
- ほか

## 参考資料
- 毎日新聞縮刷版[どれ?]